# Marquinhos Santos
Marcos Vicente dos Santos (Biguaçu, 29 de setembro de 1981), mais conhecido como Marquinhos, é um ex-futebolista brasileiro que atuava como meio-campista. Atualmente é diretor de futebol do Avaí.
Com 400 jogos e 94 gols pelo clube catarinense, é considerado o maior ídolo da história do Leão da Ilha, onde iniciou e encerrou sua carreira. Além de querido pela torcida por toda sua fidelidade e amor ao time, Marquinhos é torcedor assumido do Avaí e revelou que desde muito pequeno já tinha essa paixão pela equipe. É também o maior artilheiro da Ressacada, com 61 gols marcados.

## Carreira

### Início
Marquinhos surgiu para o futebol nas categorias de base do Avaí. Revelado no ano de 1999, estreou com 17 anos, sendo lançado pelo técnico Cuca. Em julho de 2000 foi contratado pelo Bayer Leverkusen.

### Bayer Leverkusen
Como não se adaptou ao clube alemão, Marquinhos não disputou um jogo sequer pelo time principal. O brasileiro custou 4,5 milhões de euros e só jogou pelo Bayer II, onde conquistou um título.

### Empréstimos e segunda passagem pelo Avaí
Sem chances no Leverkusen, o jogador retornou ao futebol brasileiro e acumulou diversos empréstimos: defendeu o Flamengo em 2002, o Paraná em 2003, o São Paulo em 2004 e o Coritiba em 2005.
Marquinhos viveu um ano turbulento em 2006: chegou a assinar com o Fortaleza em janeiro, mas o contrato foi cancelado por razões desconhecidas. Assim, acertou seu retorno ao Avaí como reforço para a disputa da Série B. Sua contratação não rendeu o esperado, pois o meia sofreu com lesões e o clube oscilou na competição, terminando em 13º lugar, sem qualquer chance de acesso. Por conta disso, não teve seu empréstimo renovado com o Leão e foi contratado pelo Santa Cruz em 2007. O jogador até teve uma boa atuação pelo Tricolor no dia 22 de junho, em Jundiaí, ao marcar duas vezes e garantir um empate por 2 a 2 contra o Paulista, pela Série B. No entanto, como o clube pernambucano vivia uma crise financeira, Marquinhos rescindiu seu contrato e acertou com o Atlético Mineiro em agosto.

### Terceira passagem pelo Avaí
No ano de 2008, na sua terceira passagem no Avaí, Marquinhos deu mais uma prova de honestidade, cumprimento de sua palavra e amor ao Leão da Ilha ao negar uma proposta do Santos para dar continuidade na disputa da Série B. O atleta abriu mão da parte financeira e da grande visibilidade que teria com o clube paulista na competição, para honrar o seu compromisso com o seu clube de coração no tão sonhado acesso à Série A. O meia completou 100 jogos pelo Avaí no dia 23 de agosto, numa vitória em casa por 3 a 1 contra o Paraná.
Em janeiro de 2009, Marquinhos foi agraciado com o Troféu Gustavo Kuerten, sendo eleito o melhor atleta de 2008 do estado de Santa Catarina. Repetindo as boas apresentações do ano anterior, o Capita Azurra foi o principal jogador da equipe na surpreendente campanha da Série A do Campeonato Brasileiro, em que o clube catarinense terminou na 6ª posição. Assim, o meia recebeu propostas e os favoritos para a sua contratação eram Santos, Flamengo e Palmeiras. No dia 23 de dezembro, o rubro-negro emitiu uma nota em que dizia que o jogador defenderia o Peixe.

### Santos
Teve a sua contratação confirmada pelo Santos no dia 25 de dezembro de 2009, assinando por três anos com o clube da Vila Belmiro.
Após um início promissor em 2010, onde conquistou o Campeonato Paulista atuando ao lado de jogadores como Neymar, Leo e Robinho, Marquinhos perdeu a titularidade no meio-campo e viu o jovem Ganso brilhar com a camisa 10 do alvinegro. Ainda assim, o jogador esteve na conquista da inédita Copa do Brasil em agosto.

### Quarta passagem pelo Avaí
Para a temporada de 2011, foi anunciado o seu retorno ao Avaí, por empréstimo junto ao Santos. O retorno do atleta ao clube foi feito em grande estilo, como um verdadeiro acontecimento. O jogador pousou de helicóptero no gramado do Estádio da Ressacada, com um público de 1 300 pessoas presentes para recepcionar o ídolo. O atleta, que se emocionou, proferiu a seguinte frase:
| “ | Aqui sempre foi e sempre será minha casa. Independente de jogar por outros times, com outra camisa, meu sangue sempre será azul. | ” |

### Grêmio
No segundo semestre de 2011, após ter participado da melhor campanha da história do Avaí na Copa do Brasil (chegando até a semifinal), Marquinhos seguiu para atuar pelo Grêmio. Inicialmente o jogador teve boa participação no time gaúcho, sendo titular no primeiro ano, mas acabou perdendo espaço em 2012 depois da chegada dos experientes Elano e Zé Roberto. Com isso, passou a ser reserva da equipe comandada por Vanderlei Luxemburgo.

### Quinta passagem pelo Avaí

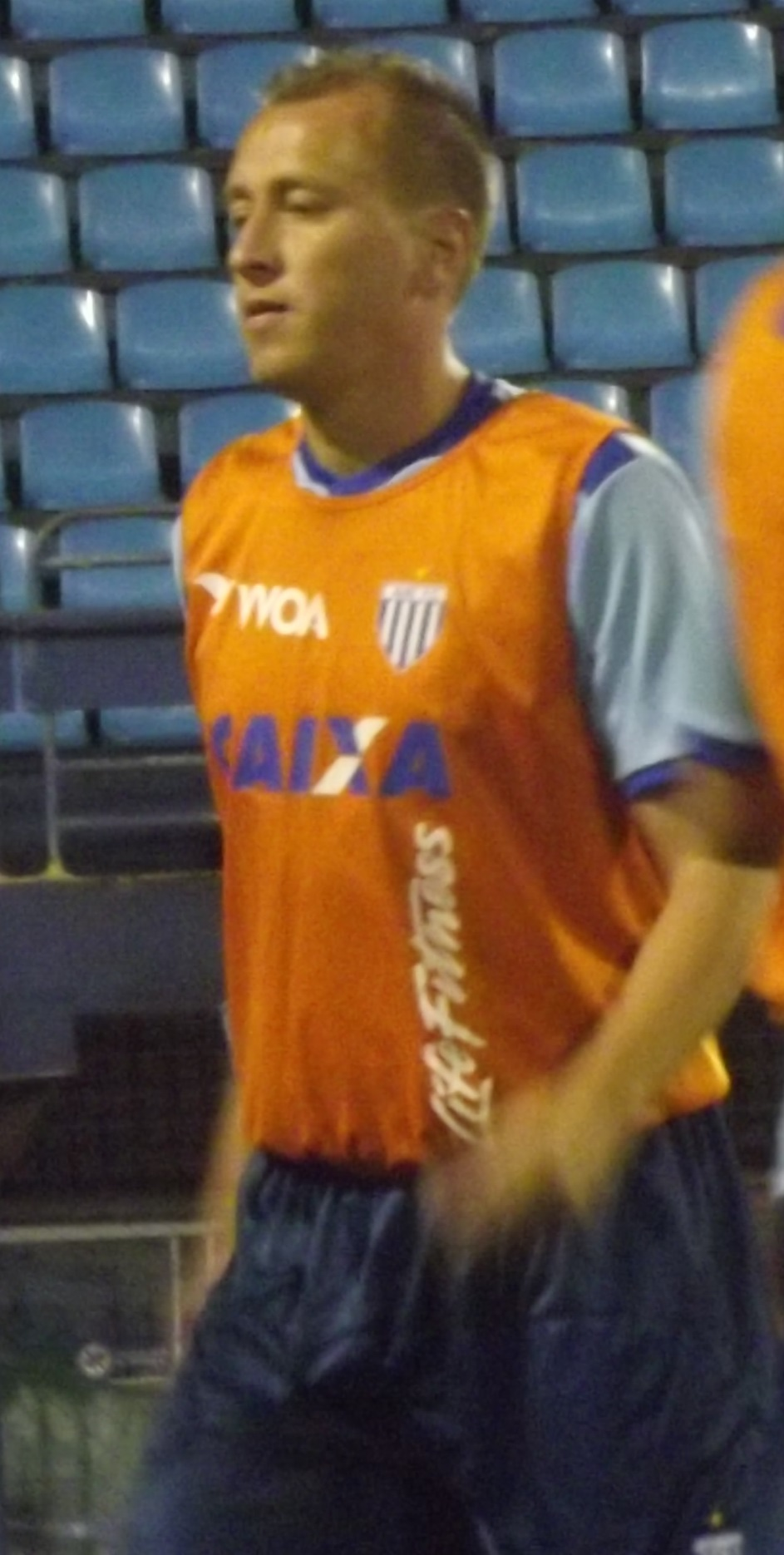
Marquinhos treinando pelo Avaí em 2013

Apesar de receber propostas de outros clubes, inclusive da Série A, Marquinhos preferiu voltar ao Avaí em 2013. Sua reestreia foi no dia 19 de janeiro, numa vitória por 1 a 0 sobre o Atlético de Ibirama na Ressacada, pela primeira rodada do Campeonato Catarinense.
No Campeonato Catarinense de 2014, o Avaí não classificou-se ao quadrangular final e teve que disputar o hexagonal para decisão de quem seria rebaixado à Série B de 2015. Terminou a competição no sexto lugar geral. Pela Copa do Brasil, o Avaí foi desclassificado pelo Palmeiras na terceira fase, após perder por 2 a 0 na Ressacada e de 1 a 0 no Estádio do Pacaembu.
No Campeonato Brasileiro, o Avaí alcançou o seu maior objetivo se classificando à Série A de 2015. O time foi para a última rodada precisando vencer o Vasco da Gama e torcer por uma derrota do Boa Esporte e a "não vitória" do Atlético Goianiense. E foi o que aconteceu, o Icasa venceu o Boa por 3 a 2, o Santa Cruz venceu o Atlético pelo mesmo placar e o Avaí venceu o Vasco na Ressacada com um gol de Marquinhos, conquistado assim o tão sonhado acesso.
Seu último como profissional foi no dia 17 de março de 2019. Aos 38 anos, o meia atuou num empate em 0 a 0 com o Figueirense válido pelo Campeonato Catarinense.

### Marcas
- Marquinhos Santos realizou sua primeira partida pelo Avaí no dia 3 de abril de 1999, aos 17 anos de idade, num jogo realizado na Arena Condá diante da Chapecoense. Seu primeiro jogo na Ressacada diante da torcida Azurra foi em 7 de abril do mesmo ano, em partida válida pelo Campeonato Catarinense diante do Fraiburgo e seu primeiro gol, no dia 14 de abril do mesmo ano, na goleada de 4 a 0 sobre o Lages.
- Seu centésimo jogo foi no dia 22 de agosto de 2008, na vitória de 3 a 1 contra o Paraná, quando Marquinhos atuou com a camisa de número 100, marcou o segundo gol do time e também o centésimo gol do Avaí em jogos oficiais do mesmo ano. No final da partida, foi homenageado pela diretoria do clube pela marca.

"Para mim é muito importante. Além de chegar aos 100 jogos, poder fazer isto no time que eu torço."— Marquinhos Santos, falando de sua marca histórica de 100 jogos com a camisa do Avaí
- No dia 20 de março de 2013, Marquinhos escreveu mais uma importante marca na sua carreira pelo Avaí; completou 200 jogos com a camisa do Leão no jogo Avaí e Criciúma, válido pelo Campeonato Catarinense de 2013.
- No dia 19 de março de 2014, na Ressacada, completou a marca de 250 jogos com a camisa do Avaí no jogo contra o Atlético de Ibirama. No jogo, Marquinhos deu uma assistência para Roberto abrir o placar do jogo e fechou o placar com um gol de pênalti.[37] O jogo era válido pelo hexagonal de rebaixamento do Campeonato Catarinense e marcou a saída do Avaí da zona de rebaixamento do mesmo hexagonal. O Avaí passara por uma das maiores crises de sua história.
- Em dezembro de 2015, Marquinhos foi tema de um TCC em jornalismo na Universidade Estádio de Sá de Santa Catarina. A grande reportagem "Marquinhos Santos, O Guerreiro Vencedor" contou a trajetória do craque desde a época do futsal, enfatizando a obsessão do craque por vitórias.[38]
- De seus 94 gols pelo Avaí, 61 foram marcados na Ressacada, sendo o maior artilheiro do estádio. Chegou a marca de 57 gols na Ressacada, igualando o atacante Décio Antônio, no dia 18 de outubro de 2017, contra o Botafogo. Já no dia 8 de novembro de 2017, no jogo contra o Bahia, chegou aos 58 gols.[39]

"Vamos reerguer o Avaí."— Marquinhos, falando de sua marca histórica de 250 jogos e da crise que passara o Avaí
- No dia 20 de novembro de 2017, na vitória por 2 a 1 contra o Palmeiras, fez mais um gol na Ressacada, atingindo 59 gols.[40] Data que também marcou sua renovação contratual com seu time do coração, até o fim de 2018.[41]
- No clássico contra o Figueirense, no dia 28 de janeiro de 2018, Marquinhos converteu um pênalti aos 45 do segundo tempo, garantindo o empate em 3 a 3, chegando a 60 gols na Ressacada.[42][43]

## Títulos
Bayer Leverkusen II
- Oberliga Nordrhein: 2000–01

Santos
- Campeonato Paulista: 2010
- Copa do Brasil: 2010

Avaí
- Campeonato Catarinense: 2009 e 2019
- Taça Atlético Nacional de Medellín: 2017

### Prêmios individuais
- Melhor meia do Campeonato Catarinense: 2008, 2009[44] e 2013
- Craque do Campeonato Catarinense: 2009[44] e 2013